# Курочка водяна
Курочка водяна (Gallinula chloropus) — невеликий, розміром з голуба, водоплавний птах з родини пастушкових, широко поширений на всіх материках, за винятком Австралії і Антарктиди. Типовий мешканець різноманітних водойм зі стоячою або проточною водою і заболоченими, зарослими берегами. Зазвичай веде прихований спосіб життя — незважаючи на велику поширеність, цю птицю буває важко побачити в дикій природі. Проте, в густонаселених районах Європи птахи часто звикають до присутності людини. Наукову назву птаха можна перекласти з латинської як «зеленонога курочка», що вказує на деяку зовнішню схожість з домашніми курми.

## Опис

### Зовнішній вигляд

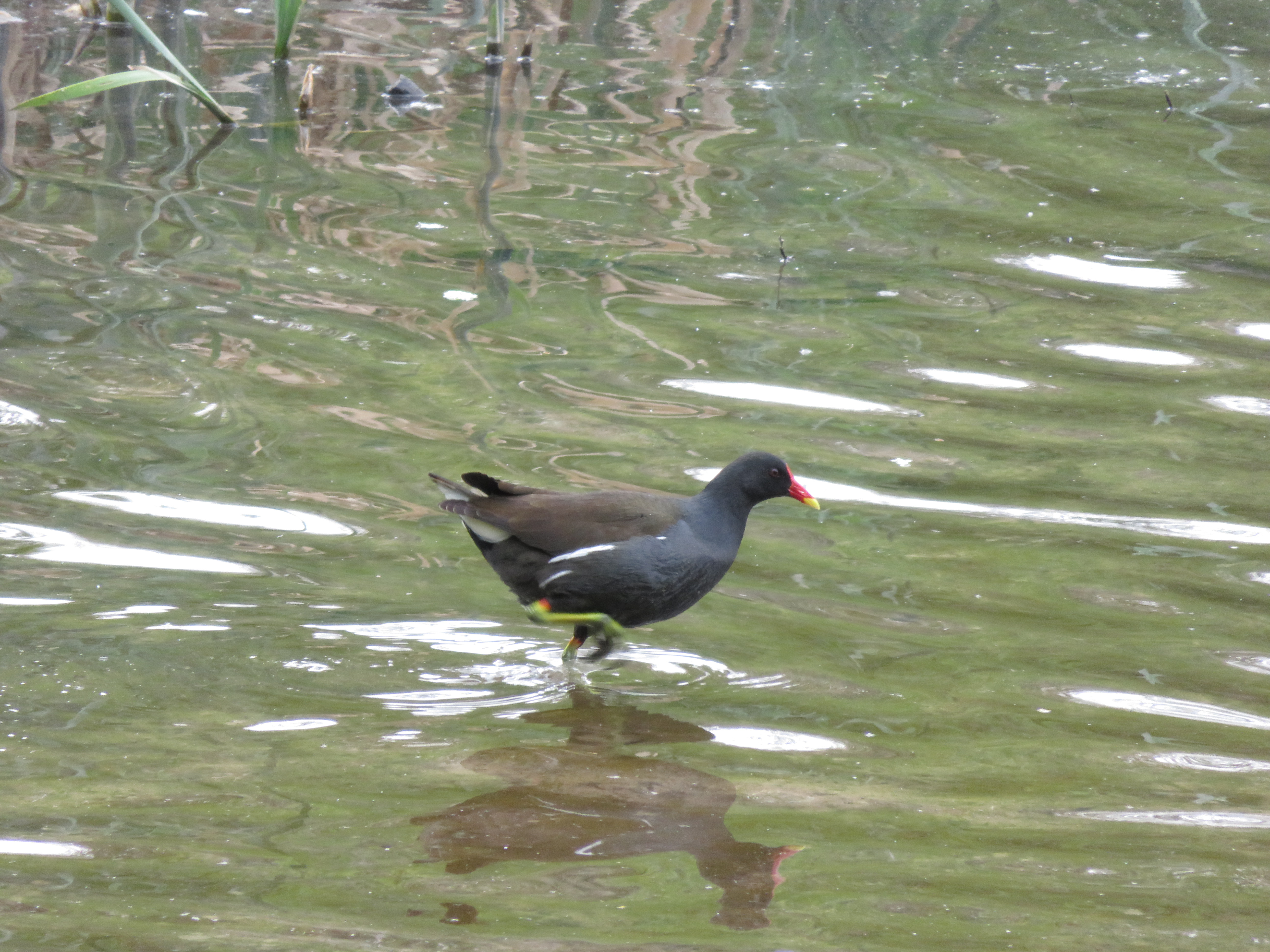
Курочка водяна у Голосіївському парку ім. М. Рильського, Київ

Невеликий птах довжиною 27−31 см, розмахом крил 50−55 см та вагою 192−493 г.. Оперення буро-чорне або грифельно-сіре з синім відтінком на шиї, вузькими білими смужками з боків і білим з чорною смугою підхвістям. У зимовий час голова і спина набувають ледь помітного оливково-бурого відтінку, а черево виглядає світлішим. Першорядні махові пера крил темно-сірі. Після того, як птахи перелиняють, кінчики пір'я на грудях і передній частині черевця стають білими, через що оперення цієї частини тіла виглядає дещо рябим. Дорослі птахи линяють двічі на рік: зимова зміна пір'я починається під час зимівлі в січні–лютому і закінчується в квітні–травні; післягніздова припадає на липень–жовтень.
Дзьоб відносно короткий, трикутної форми, яскраво-червоний в підставі і жовтий або зеленукватий на кінці. На шкірі лоба є червона пляма, яка виглядає ніби продовженням дзьоба. Райдужна оболонка в шлюбний період темно-червона, в інший час червоно-бура. Ноги добре адаптовані для пересування грузькими берегами — довгі і сильні, з подовженими пальцями і ледь вигнутими пазурами; зеленувато-жовтого кольору з червоним кільцем на гомілці. Характерні для інших водоплавних птахів перетинки між пальцями цілком відсутні. Самці і самки зовні одне від одного відрізняються незначно — самці виглядають дещо більшими, а у самок черевна частина світліша.
Молоді птахи виглядають трохи інакше — їх оперення світло-буре з сіруватим підборіддям, горлом і грудьми. Вони мають таке, як і дорослі, біле підхвістья і білі смужки з боків, проте немає червоної плями на шкіроі лоба, а дзьоб сірий з жовтим закінченням.. У молодих птахів повне формування гніздового вбрання закінчується до середини серпня—початку вересня в перший рік життя.

### Голос

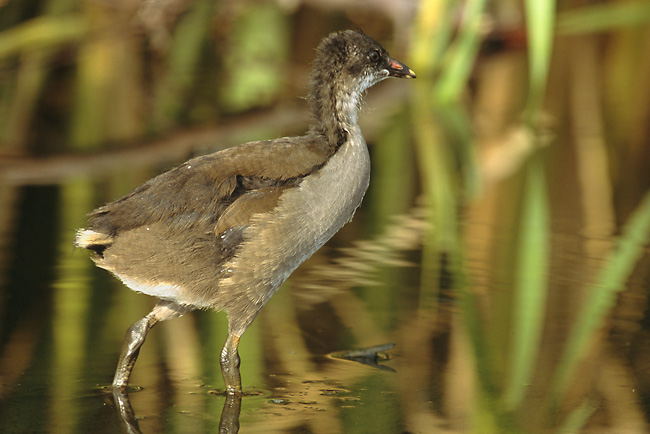
Молода водяна курочка

Водяна курочка — зазвичай мовчазний птах, проте здатен видавати ряд гучних і різких звуків. Серед них можна виділити низькочастотний скрекіт, що трохи нагадує скрекотання сороки — щось на кшталт «кік-ік-ік» або «крррук». Інший звук односкладовий, але також гучний і різкий — «Кіік» або «кіррк». Потривожений птах видає тихіший «Курр». Під час польоту або навесні в нічний час водяні курочки кудкудакають у швидкому темпі: «крек-крек-крек».

### Рухи
Птах злітає без розбігу; летить швидко і по прямій лінії, роблячи часті глибокі помахи крильми. У польоті шию простягає вперед і дещо вгору, в той час як ноги далеко назад. Приземляється майже вертикально, часто прямо на гілки заростей чагарників. Моторно пересувається серед густих гілок, нерідко пробираючись у саму гущавину. На відміну від близьких їм лисок, водяні курочки не так прив'язані до води і більшу частину часу проводять на суші, серед прибережних заростей. По землі пересуваються швидко й моторно, дещо нахилившись вперед і на напівзігнутих ногах. Птицю також іноді можна побачити завмерлою біля самого краю води. Незважаючи на відсутність характерних водоплавних перетинок, плаває водяна курочка дуже добре: неквапливо ковзає серед ряски або інших водних рослин, часто змінює напрямок руху та іноді круто розвертається на місці. На воді постійно сіпає головою і порівняно довгим піднесеним хвостом, що також є характерною рисою й інших видів роду курочок, а також лисок. Пірнає неохоче, здебільшого в разі виникнення небезпеки; під водою утримується, чіпляючись лапами за донні рослини. У пошуках корму часто занурює голову в воду.

## Поширення
Курочки водяні широко розповсюджені як у Старому, так і в Новому Світі.

### Ареал
В Європі вони гніздяться майже повсюдно, за винятком високогірних районів Альп, Скандинавського півострова на північ від 66° північної широти і півночі Росії. В Україні гніздовий, перелітний, зимуючий вид. Гніздиться на всій території країни, крім Карпат; мігрує скрізь; регулярно зимує на Закарпатській рівнині та на півдні, інколи трапляється взимку на водоймах у глибині суходолу. У Російській Федерації північна межа ареалу проходить приблизно уздовж 60° північної широти — через Карельський перешийок, Новгородську, Вологодську області на північ від Рибінського водосховища, Татарстан, Башкортостан, Омську область і Алтайський край. Птах також зустрічається на Далекому Сході в Приморському краї, а також на Сахаліні і південних Курильських островах В Азії птах також поширений в Індії і на південному сході аж до Філіппін, однак відсутній у степових і посушливих регіонах Середньої і Центральної Азії, а також Західного Сибіру. В Африці птицю можна зустріти лише на півдні континенту, Мадагаскарі і на заході в районі Конго і Алжиру. У Північній Америці птах гніздиться на півдні і сході США (Каліфорнія, Аризона, Нью-Мексико і штати на схід Техаса, Канзасу, Небраски і Міннесоти), а також в Мексиці. Водяні курочки також широко розповсюджені в Центральній Америці, на островах Карибського моря і в Південній Америці від Бразилії до Аргентини і Перу.

### Місця існування
Місця існування пов'язані з природними або штучними прісноводними (рідко солонуватими) водоймами з берегами, зарослими очеретом, рогозом, осокою або іншими водними та навколоводними рослинами. Водойма може бути як великою розміром, так і невеликою, а вода в ній як протічною, так і стоячою. Перевагу віддає заболоченим берегам з ряскою на воді і чагарниковими заростями (наприклад, верби) на суші. Як правило, поводиться непомітно — вдень тримається прибережних чагарників, і лише присмерком випливає на відкриту воду. У Європі, зазвичай, віддає перевагу низинному ландшафту — наприклад, у Німеччині не зустрічається на висоті вище 600 м, а в Швейцарії вище 800 м над рівнем моря. Однак верхня межа поширення сильно варіює залежно від регіону — наприклад, у Закавказзі птах зустрічається на висоті до 1800 м, а в Непалі до 4575 м над рівнем моря.

### Міграція

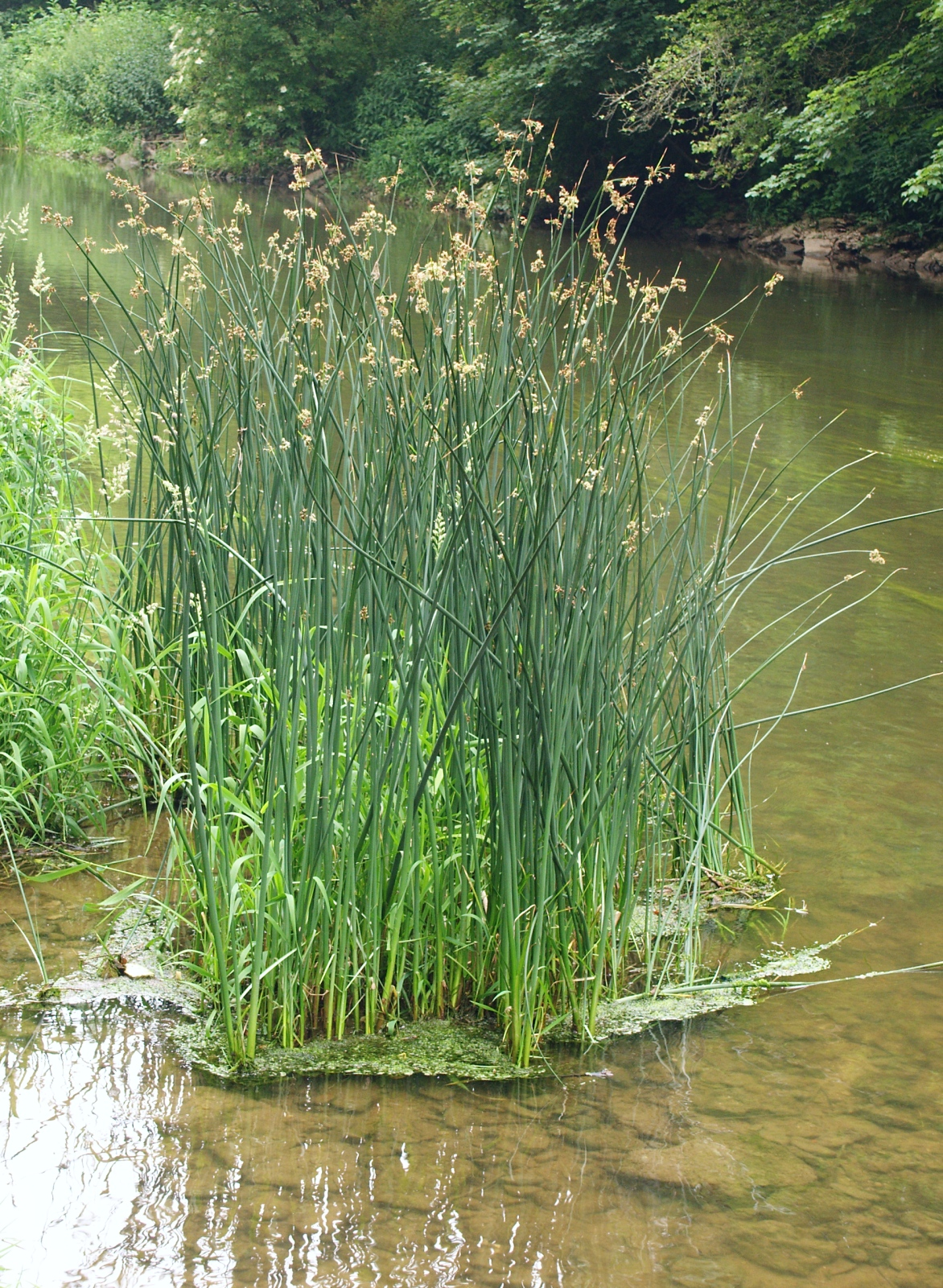
Типове місце мешкання курочки водяної — зарості куги озерної

На більшій частині ареалу водяні курочки ведуть осілий спосіб життя та тільки на півночі є частково чи повністю перелітними. У низці випадків характер сезонних переміщень цих птахів вивчений недостатньо. Відомо, що в Європі схильність до міграції зростає з південного заходу на північний схід: в державах колишнього СРСР і в Фінляндії практично всі птахи мігрують, в Скандинавії, Польщі і на півночі Німеччини на зиму залишається невеликий відсоток, а в Західній Європі птиці переважно живуть осіло. Перелітні птахи Північної Європи взимку переміщаються на захід або південний захід, досягаючи Британських островів, Піренейського півострова, Італії, Балкан і Північної Африки. У популяцій Центральної і Східної Європи міграція відбувається у напрямку з півночі на південь або з північного заходу на південний схід. Птахи Західного Сибіру найімовірніше пересуваються до узбережжя Каспійського моря, на південь Середньої Азії, в Ірак, Іран, Афганістан і країни Близького Сходу. В Східному Сибіру і на Далекому Сході птахи в зимовий час, можливо, мігрують до Китаю і в Південно-Східну Азію. Окремі осередки зимівель водяної курочки виявлені в Африці на південь від Сахари, в Сенегалі, Гамбії, Малі, на півночі Нігерії і Судану, на півдні Чаду; проте місця гніздування цих птахів не вивчені.
На території Америки курочка водяна мігрує на північ від узбережжя Мексиканської затоки і Флориди.
У разі міграції до місць гніздування прилітають тоді, коли поверхня води цілком звільняється від льоду — в квітні або на початку травня. Осінній відліт починається на початку серпня. Під час весняного перельоту птахи головним чином тримаються парами (дуже рідко летять поодиноко), летять на великій висоті і в нічний час. Осіння міграція відбувається на низькіших висотах, попервах парами або поодиноко, а в кінці невеликими зграйками до 10 птахів.

## Розмноження

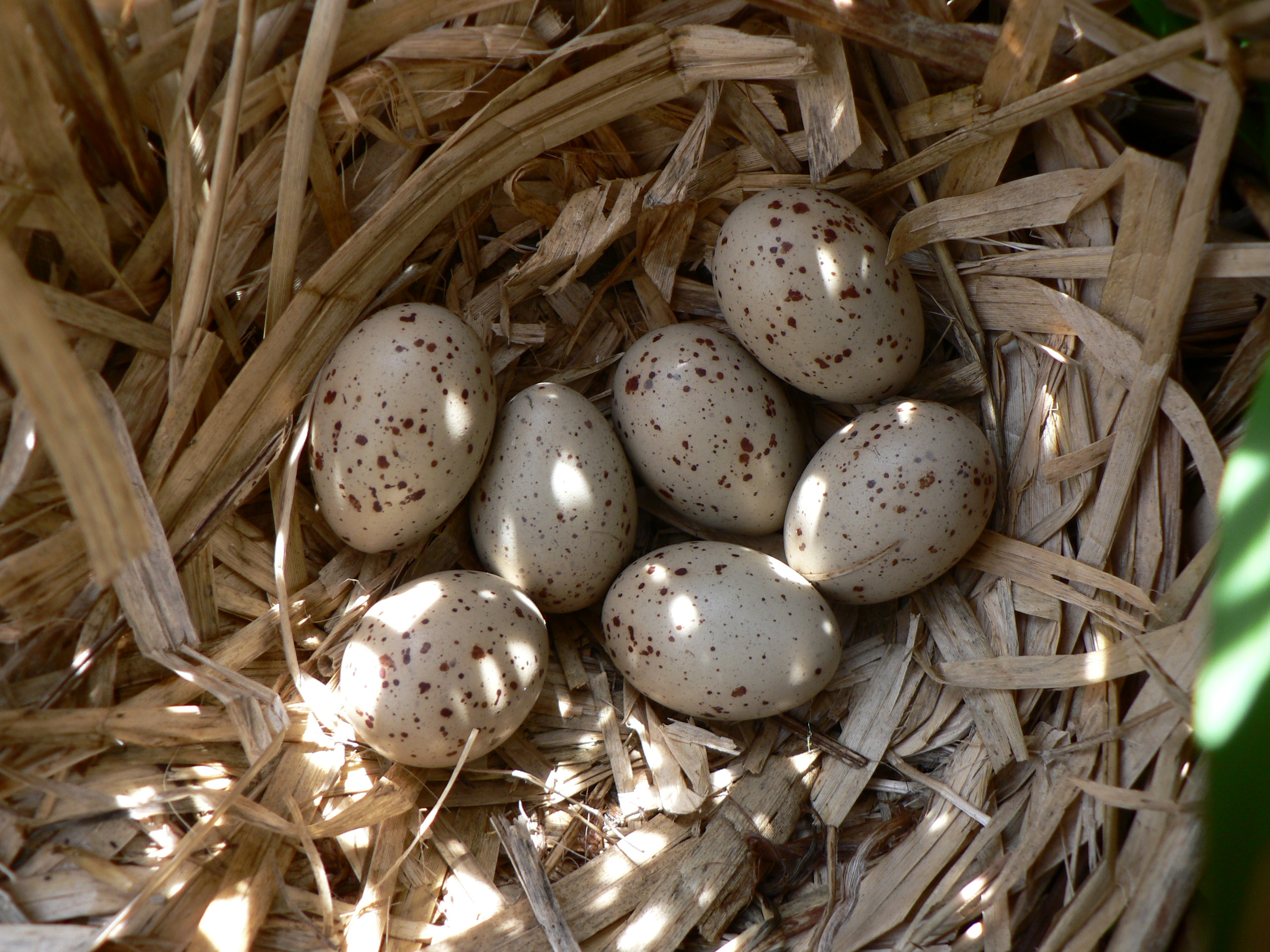
Кладка яєць

Водяні курочки моногамні, тобто на одного самця припадає одна самка; пари зберігаються протягом декількох років поспіль. Сезон розмноження різниться у осілих і перелітних популяцій — при постійному перебуванні на одній території він може відбуватися цілий рік, тоді як при міграції — лише в теплу пору року. У разі міграції до місць гніздування птахи прилітають досить пізно, коли лід вже цілком розтанув, а також уже сформованими парами, які, вочевидь, утворюються ще в місцях зимівлі. Процес утворення пари помітно відрізняється від інших птахів — під час шлюбного періоду не самці домагаються прихильності самки, а навпаки — самки змагаються між собою за право володіння самцем. Для гніздування птахи вибирають зарослу водойму, інколи дуже невеликого розміру — лісове озеро, болото або тиху річку. При цьому пара уникає сусідства з іншими птахами свого або інших видів — у разі непроханого гостя курочки агресивно захищають свою гніздову територію, демонструючи загрозливу позу або зрідка навіть вступаючи в бійку. На невеликій водоймі, зазвичай, гніздиться тільки одна пара, а на великій їх може бути кілька. Відстань між сусідніми гніздами може значно відрізнятися в залежності від району проживання, проте не буває меншою від 25 м, а власне гніздова територія становить щонайменше 8 м в діаметрі.

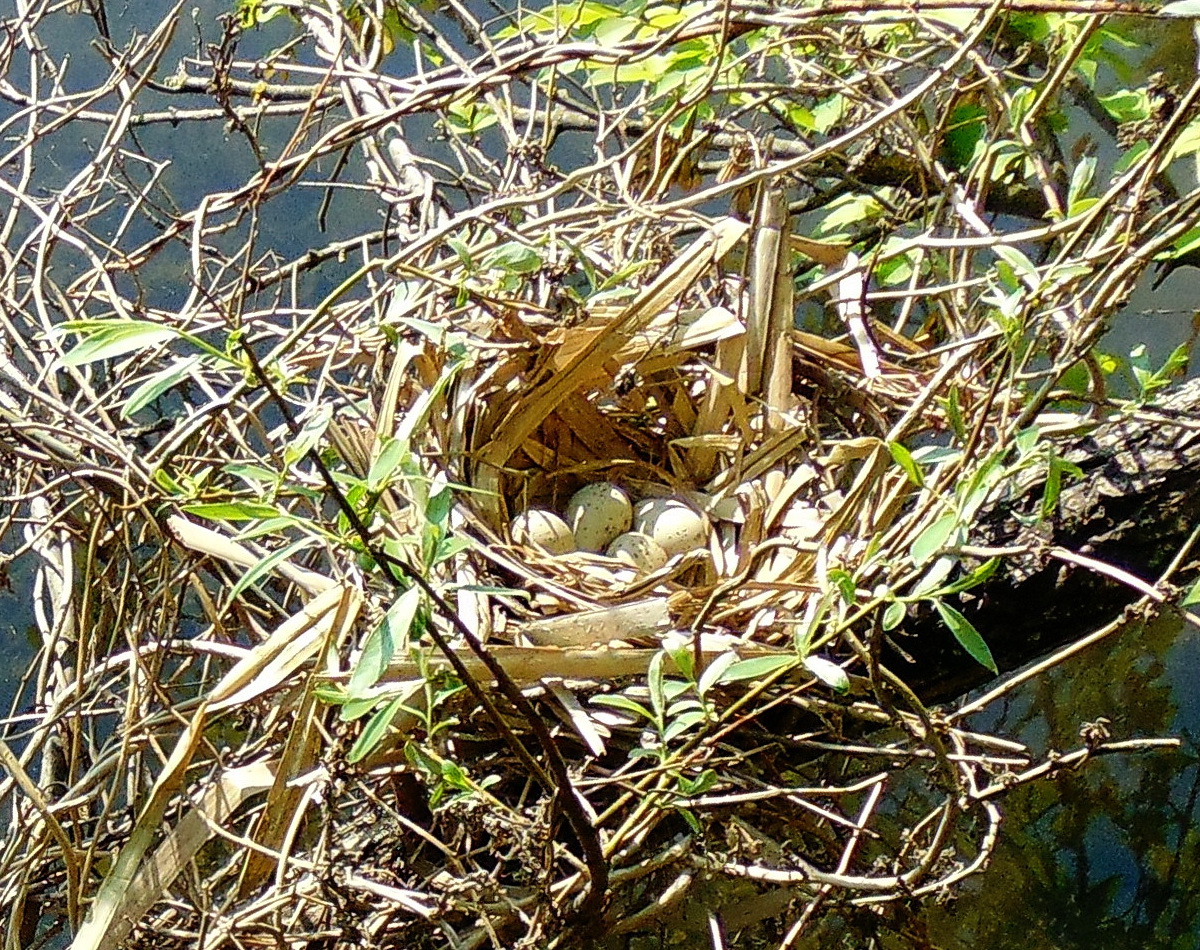
Гніздо на гілці дерева над водою

Гніздо найчастіше влаштовується на невеликому підвищенні посеред водойми або на її краю — на купині, що стирчить з води, серед гілок затопленого дерева, в заростях очерету, рогозу чи тростини, в кущах біля самої води. Якщо на березі є густа рослинність, то кубло може бути розташоване на землі. Рідше гніздо може бути влаштоване над землею на гілках чагарнику або дерев, у старих сорочих гніздах або навіть на даху будинків в населених пунктах. Якщо гніздо розташоване посеред води, то глибина водойми в цьому місці не перевищує 1 м, але зазвичай менше 60 см. Як будівельний матеріал для кубла завжди використовується однорідний матеріал — сухі стебла і листя навколишніх водних рослин — очерету, ситника, тростини, рогозу, осоки, куничника, лотоса, латаття тощо. Будівництвом займаються обоє, самець і самка, проте, на відміну від лисок, у курочок є поділ обов'язків — основою займається самець, а вистиланням лотка самка. Також в одному з американських досліджень було відзначено, що самець збирає набагато більше будівельного матеріалу, ніж самка. Загалом гніздо являє з себе добре втрамбовану чашу близько 15 см заввишки і діаметром 21-25 см, з добре вираженим, гладким і глибоким лотком.

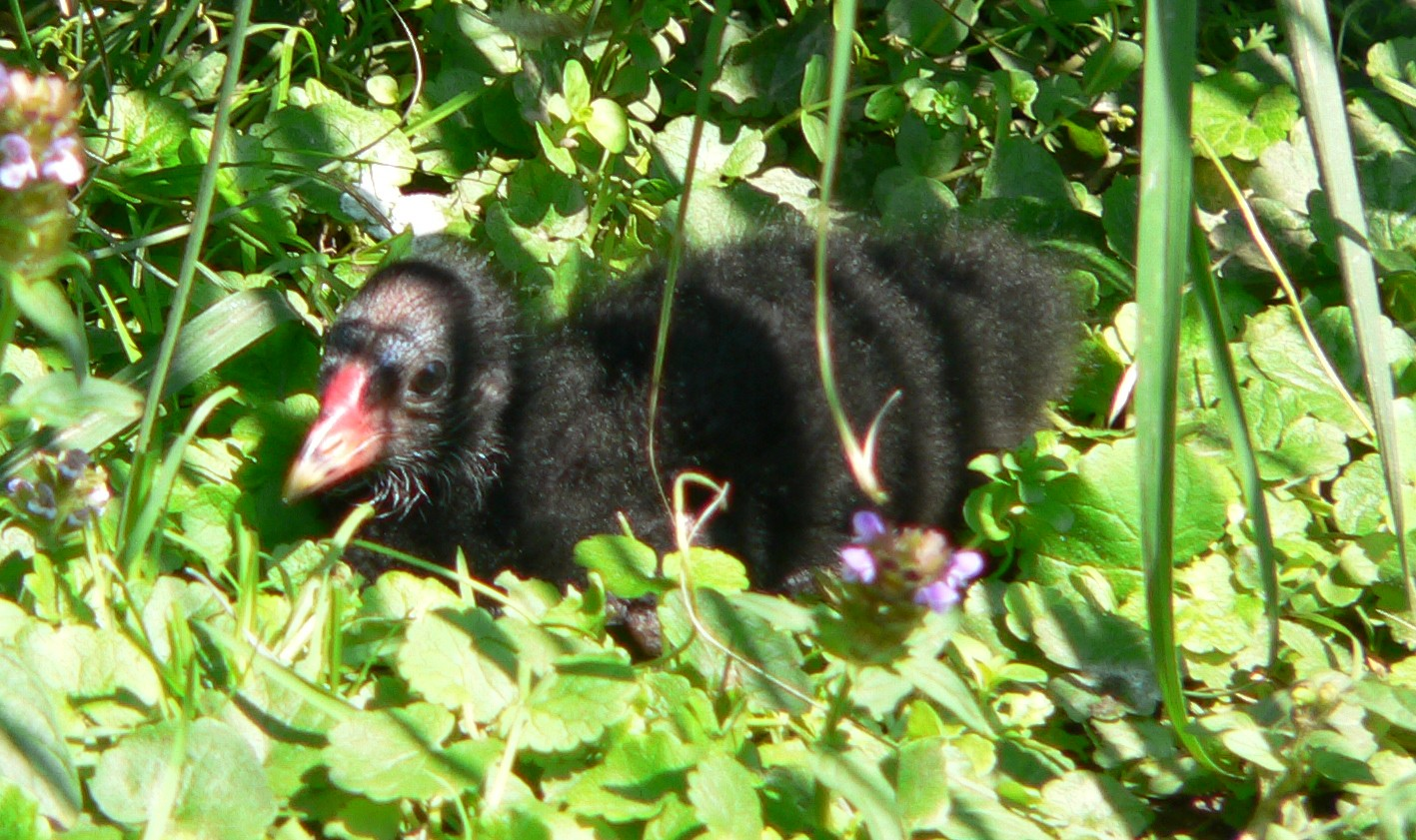
Пухове пташеня

За сезон як правило буває дві кладки яєць — у Росії перша кладка зазвичай доводиться на кінець квітня-травень, а друга на червень-липень. Кожна кладка складається з 3-15 (зазвичай 5-9) яєць, які відкладаються по черзі з інтервалом 24 години. Велика кількість яєць у кладці може свідчити про внутрішньогніздовий паразитизм. Яйця розміром 38—50 х 23—34 мм, зі світло-палевим, іржаво-глинистим або охристим фоном, дрібними поверхневими бурими краплями і великими фіолетово-сірими плямами. У разі, якщо перша кладка з якоїсь причини втрачена, самка здатна відкласти яйця вдруге. Інкубаційний період становить 17-22 днів; насиджують кладку обоє батьків, проте самиця проводить у гнізді набагато більше часу. Пташенята, що вилупилися, вкриті довгим чорним пухом з оливково-зеленим відливом. На голові пух сріблястого кольору і дуже рідкий. Пташенята дуже швидко починають плавати, за необхідністю пірнати і перебиратися по гілках дерев, проте у перші півтора-два тижні не здатні самостійно добувати корм і підтримувати постійну температуру тіла — в цьому їм допомагають батьки. На крило пташенята стають у віці 42-70 днів, проте ще задовго до цього строку вони стають повністю самостійними в той час, коли батьки зайняті другою кладкою. За деякими даними, пташенята першого виводку беруть участь в насиджуванні повторної кладки і згодом допомагають годувати молодших пташенят.

## Соціальна поведінка
Водяні курочки уникають компанії інших птахів, зокрема свого виду. Лише під час зимової міграції вони можуть тимчасово скупчуватися в одному місці до 20 (рідко до 50) пар, але навіть у цьому випадку зберігають між собою дистанцію 1-5 м. Решту часу трапляються парами або поокремо, ретельно оберігають кормову і гніздову території. У разі, якщо на межі території з'являється прибулець, видають характерні різкі односкладові крики «кіррк» або неголосні «цик-цик», а також прямують у напрямку до гостя. Якщо виникає конфлікт між сусідніми парами або з іншими птахами, курочки стають у загрозливу позу, а в разі триваючої агресії вступають у бійку. Птах нахиляє низько голову в напрямі до супротивника, підіймає задню частину тіла і розпускає хвіст, а коли конфлікт відбувається на воді, то крім того може повністю пригнутися і стрімко попливти в бік ворога.

## Живлення

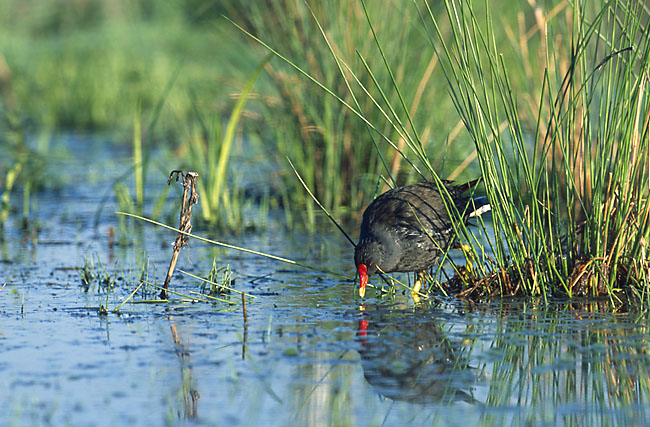
Курочка водяна здобуває собі поживу на краю водойми

Раціон водяної курочки дуже різноманітний і включає в себе як тваринну, так і рослинну їжу. В пошуках їжі вона бродить по мілководдю, перевертаючи листя плаваючих рослин на кшталт латаття або ряски, чи плаває у ставку, іноді занурюючи голову в воду. На глибині зрідка пірнає, проте під водою в горизонтальному напрямі майже не плаває. На суші скльовує насіння прибережних трав або ягоди дерев і чагарників. Також ловить низьколетячих комах. Живитися молодими пагонами водяних або прибережних трав'янистих рослин (очерет, осока, лататтєві), водоростями, злаками, листям і ягодами чагарників (горобина, обліпиха, шипшина, ірга), безхребетними тваринами (комахами і їх личинками, павукоподібними, червами, павликами), молюсками і земноводними (пуголовками).

## Хижаки
У Європі найбільш небезпечними хижаками для курочки водяної вважають канюка звичайного, чорну і сіру ворони, сорок, сіру чаплю, очеретяного луня, пугача, американську норку, лисицю Окрім того, в ряді регіонів світу лімітуючими факторами для птахів можуть бути щури, коти, собаки і мангусти.

## Підвиди
| Підвид                                                 | Поширення |
| ------------------------------------------------------ | --- |
| G. c. chloropus (Linnaeus, 1758)                       | Європа, Північна Африка, Канарські, Азорські острови, Острови Зеленого мису, Азія (Західний Сибір, Далекий Схід, Сахалін і Курильські острови, Японія, Південно-Східна Азія аж до Малайзії, Шрі-Ланка) |
| G. c. galeata (Lichtenstein, 1818)                     | Тринідад, Гаяна, Бразилія на південь від штату Амазонас, Північна Аргентина, Уругвай |
| G. c. orientalis (Horsfield, 1821)                     | Сейшельські, Андаманські острови, Південна Малайзія, Індонезія, Філіппіни, Палау |
| G. c. meridionalis (C. L. Brehm, 1831)                 | Африка на південь від Сахари, Острів Святої Єлени |
| G. c. pyrrhorrhoa (A. Newton, 1861)                    | Острови Мадагаскар, Реюньйон, Маврикій; Коморські острови |
| G. c. garmani (Allen, 1876)                            | Анди (Перу і північний захід Аргентини) |
| G. c. sandvicensis (Streets, 1877) — Гавайська курочка | Ендемік Гавайських островів |
| G. c. cerceris (Bangs, 1910)                           | Антильські острови (за винятком островів Тринідад і Барбадос) |
| G. c. cachinnans (Bangs, 1915)                         | Північна Америка на південь від Південно-Східної Канади і на північ від Західної Панами, Бермудські і Галапагоські острови                                                                             |
| G. c. pauxilla (Bangs, 1915)                           | Америка від Східної Панами на півночі до Північно-Західного Перу на півдні |
| G. c. guami (Hartert, 1917)                            | Ендемік Північних Маріанських островів |
| G. c. barbadensis (Bond, 1954)                         | Ендемік Барбадосу |

## Галерея

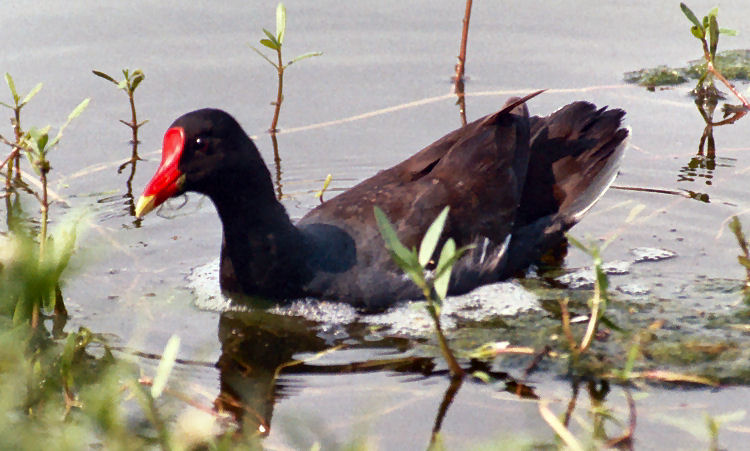
На воді
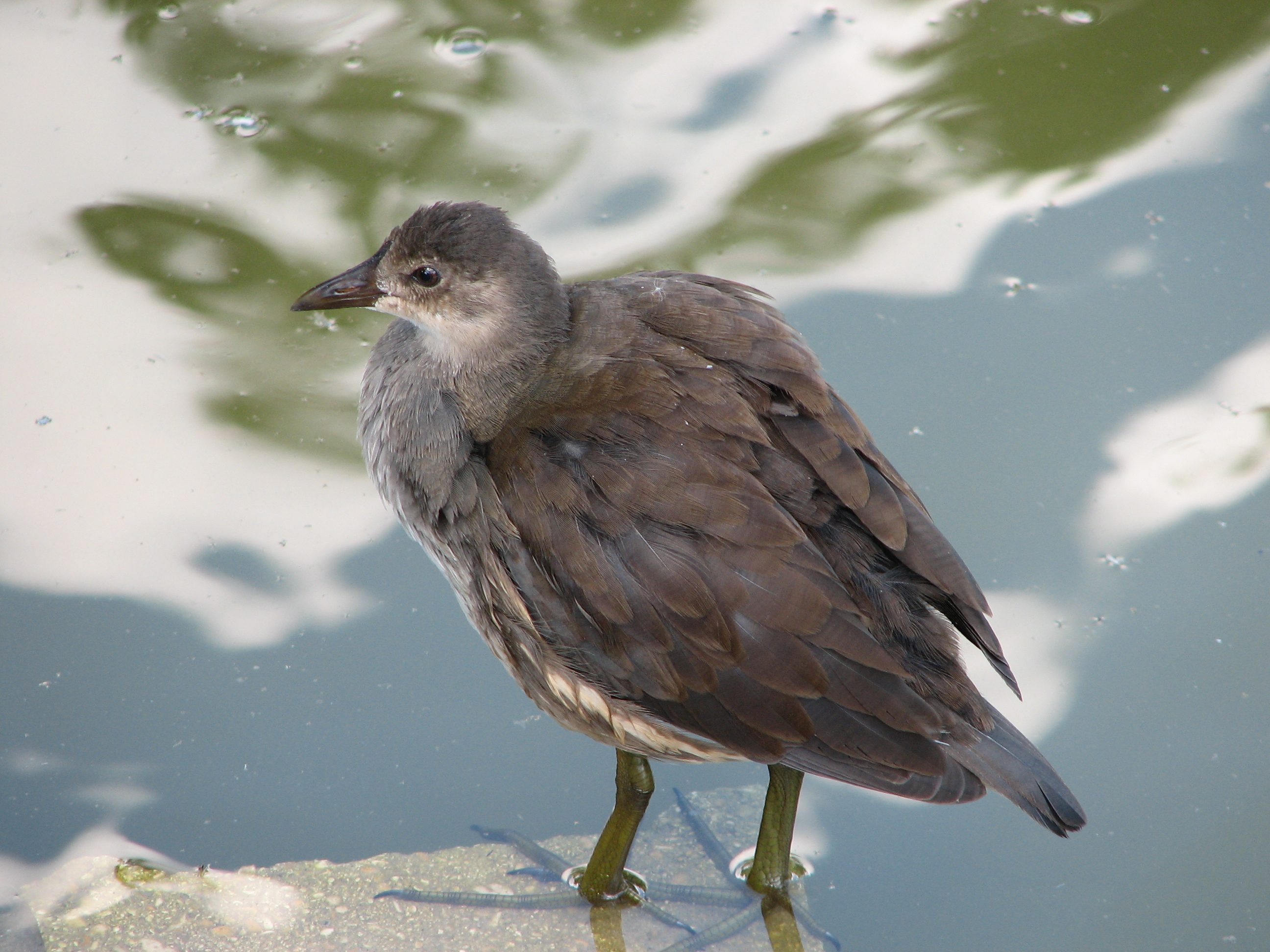
Молодий птах
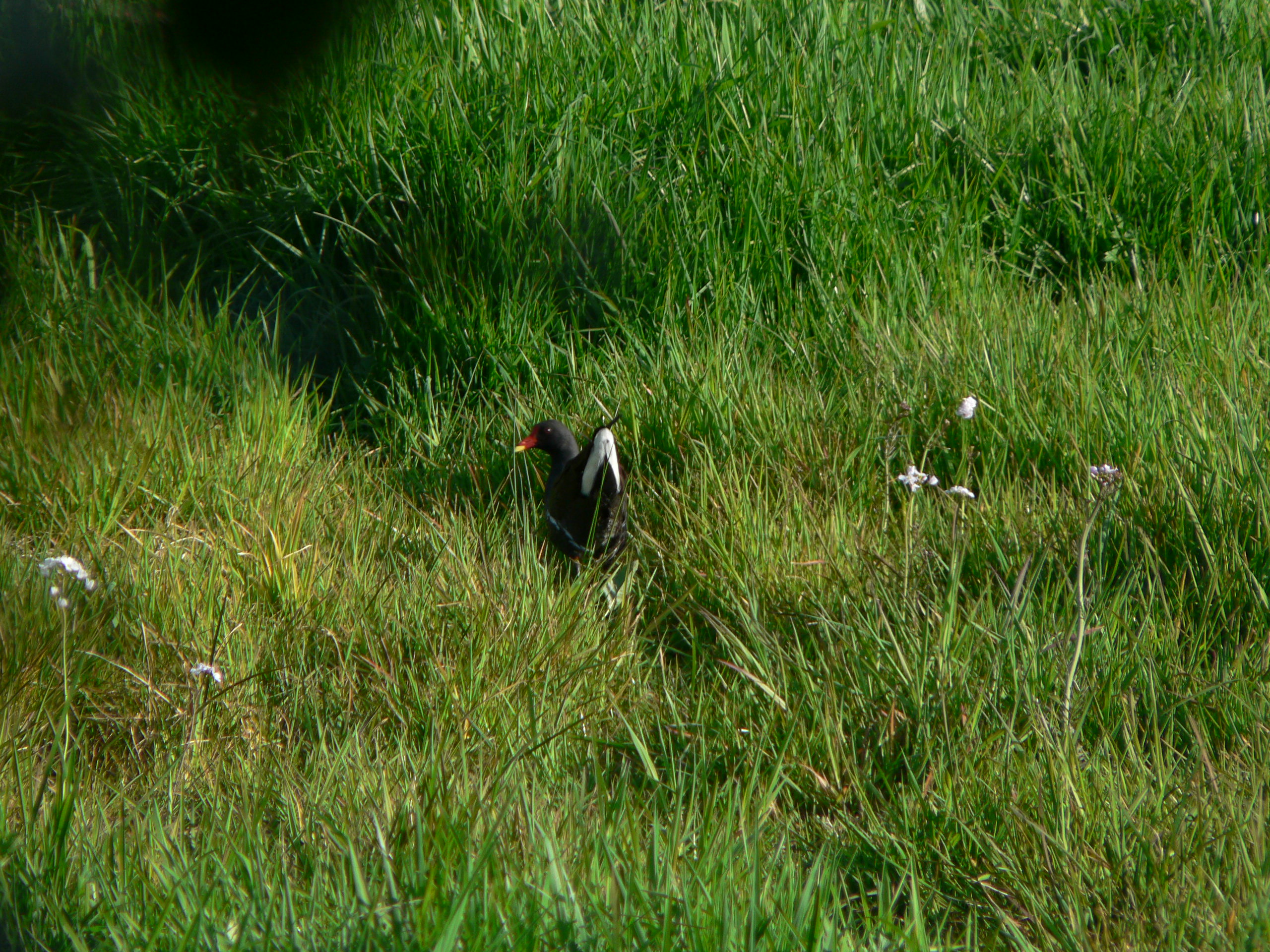
У заростях прибережних трав
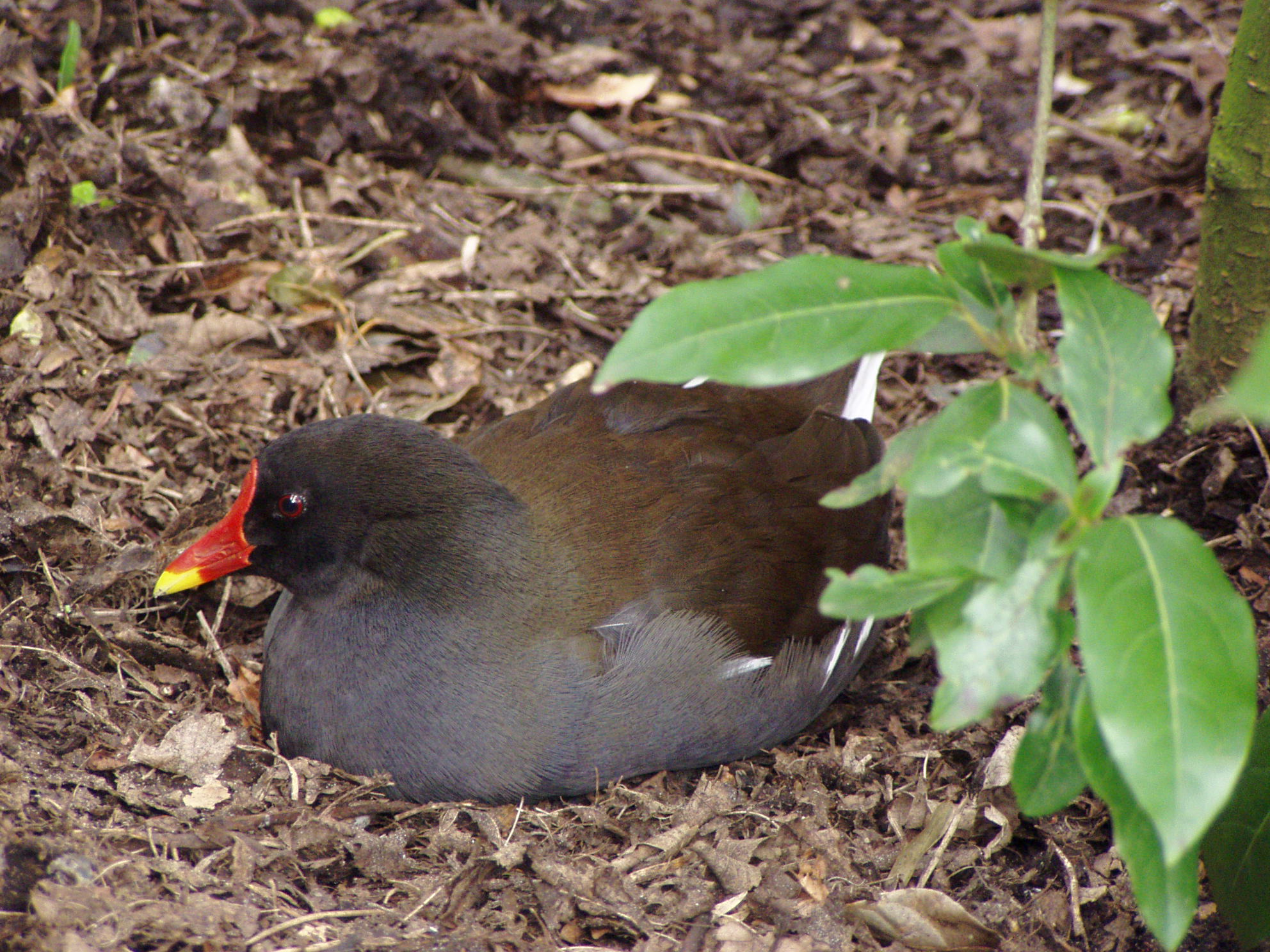
На гнізді
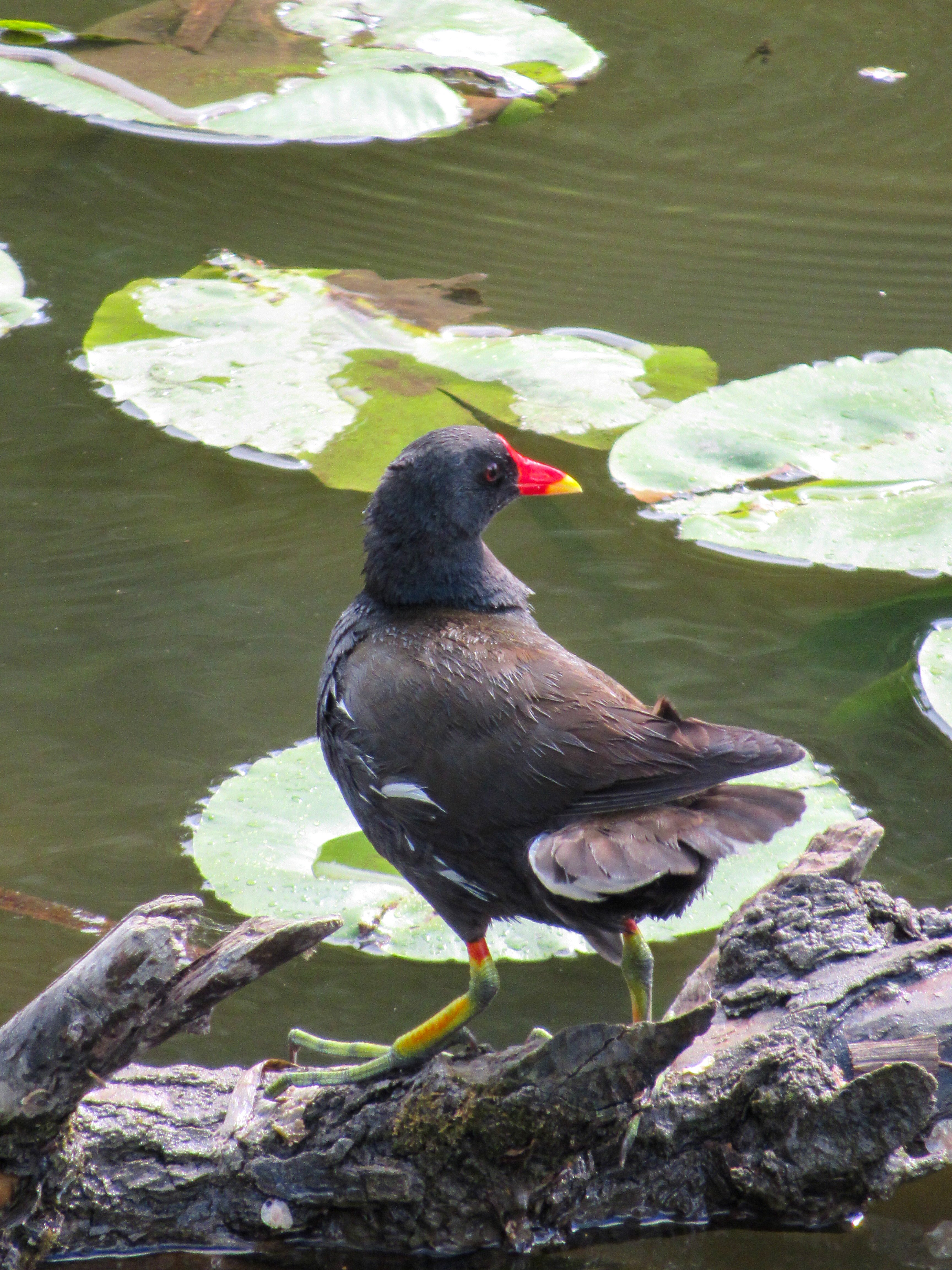
На повний зріст